# Indie na Letnich Igrzyskach Paraolimpijskich 2012
Indie na Letnich Igrzyskach Paraolimpijskich 2012 w Londynie reprezentowało 10 zawodników. Był to dziesiąty start reprezentacji Indii na Letnich igrzyskach paraolimpijskich.

## Zdobyte medale
| Medal  | Zawodnik              | Dyscyplina    | Konkurencja      | Data       |
| ------ | --------------------- | ------------- | ---------------- | ---------- |
| Srebro | Girisha Nagarajegowda | Lekkoatletyka | Skok wzwyż (F42) | 3 września |

## Kadra

### Lekkoatletyka
Mężczyźni
| Zawodnik              | Konkurencja              | Finał   | Finał  | Finał   |
| Zawodnik              | Konkurencja              | Wynik   | Punkty | Pozycja |
| --------------------- | ------------------------ | ------- | ------ | ------- |
| Girisha Nagarajegowda | skok wzwyż (F42)         | 1.74 m  | —      |         |
| Jaideep Deswal        | rzut dyskiem (F42)       | 39.77 m | —      | 7.      |
| Amit Kumar            | rzut dyskiem (F51/52/53) | 9.89 m  | 674    | 8.      |
| Narender Ranbir       | rzut oszczepem (F44)     | 49.50 m | —      | 6.      |
| Jagseer Singh         | skok w dal (F46)         | 6.42 m  | —      | 6.      |

### Pływanie
Mężczyźni
| Zawodnik         | Konkurencja                | Kwalifikacje | Kwalifikacje | Finał | Finał   |
| Zawodnik         | Konkurencja                | Czas         | Pozycja      | Czas  | Pozycja |
| ---------------- | -------------------------- | ------------ | ------------ | ----- | ------- |
| Sharath Gayakwad | 100 m st. motylkowym (S8)  | 1:07.12      | 9.           | NQ    | NQ      |
| Sharath Gayakwad | 100 m st. klasycznym (SB8) | 1:18.20      | 12.          | NQ    | NQ      |
| Sharath Gayakwad | 50 m st. dowolnym (S8)     | 28.98        | 12.          | NQ    | NQ      |
| Sharath Gayakwad | 200 m st. zmiennym (SM8)   | 2:38.17      | 14.          | NQ    | NQ      |

### Podnoszenie ciężarów
Mężczyźni
| Zawodnik              | Kategoria  | Wynik                          | Pozycja |
| --------------------- | ---------- | ------------------------------ | ------- |
| Farman Basha          | do 48 kg   | 150 kg                         | 5.      |
| Rajinder Singh Rahelu | do 67,5 kg | Nie zaliczył żadnego podejścia | -       |
| Sachin Chaudhary      | do 82,5 kg | 187 kg                         | 9.      |

### Strzelectwo
Mężczyźni
| Zawodnik      | Konkurencja                              | Kwalifikacje | Kwalifikacje | Finał  | Finał   |
| Zawodnik      | Konkurencja                              | Punkty       | Pozycja      | Punkty | Pozycja |
| ------------- | ---------------------------------------- | ------------ | ------------ | ------ | ------- |
| Naresh Sharma | Karabin pneumatyczny 10 m (SH1)          | 571          | 24.          | NQ     | NQ      |
| Naresh Sharma | Karabin małokalibrowy 50 m, leżąc (SH1)  | 575          | 36.          | NQ     | NQ      |
| Naresh Sharma | Karabin dowolny 50 m, trzy pozycje (SH1) | 1109         | 19.          | NQ     | NQ      |